# Texella
Texella – rodzaj kosarzy z podrzędu Laniatores i rodziny Phalangodidae liczący blisko 30 gatunków

## Występowanie
Przedstawiciele rodzaju zamieszkują głównie Teksas. Kilka gatunków znanych jest z Kalifornii i Nowego Meksyku.

## Systematyka
Opisano 27 gatunków należących do tego rodzaju:
| - Texella bifurcata (Briggs, 1968) - Texella bilobata Ubick & Briggs, 1992 - Texella brevidenta Ubick & Briggs, 1992 - Texella brevistyla Ubick & Briggs, 1992 - Texella cokendolpheri Ubick & Briggs, 1992 - Texella deserticola Ubick & Briggs, 1992 - Texella dimopercula Ubick & Briggs, 2004 - Texella diplospina Ubick & Briggs, 1992 - Texella elliotti Ubick & Briggs, 2004 - Texella fendi Ubick & Briggs, 1992 - Texella grubbsi Ubick & Briggs, 1992 - Texella hardeni Ubick & Briggs, 1992 - Texella hartae Ubick & Briggs, 2004 - Texella hilgerensis Ubick & Briggs, 2004 | - Texella homi Ubick & Briggs, 1992 - Texella jungi Ubick & Briggs, 1992 - Texella kokoweef Ubick & Briggs, 1992 - Texella longistyla Ubick & Briggs, 1992 - Texella mulaiki Goodnight & Goodnight, 1942 - Texella reddelli Goodnight & Goodnight, 1967 - Texella renkesae Ubick & Briggs, 1992 - Texella reyesi Ubick & Briggs, 1992 - Texella shoshone Ubick & Briggs, 1992 - Texella spinoperca Ubick & Briggs, 1992 - Texella tuberculata Ubick & Briggs, 2004 - Texella welbourni Ubick & Briggs, 1992 - Texella whitei Ubick & Briggs, 2004 - Texella youngensis Ubick & Briggs, 2004 |